# Кемалпаша (квартал в Кючюкчекмедже)
„Кемалпаша“ (на турски: Kemalpaşa) е квартал на Истанбул, разположен в градска околия Кючюкчекмедже. Общата му площ е 0,32 км2. Според данни на Адресната система за регистриране на населението (ABPRS) към 2023 г. населението на „Кемалпаша“ е 14 519 жители.